# Анджей Майковський
Анджей Майковський (пол. Andrzej Majkowski; нар. 8 вересня 1939, Варшава) — польський дипломат, державний діяч, перший віцеміністр канцелярії Президента Республіки Польща (1995—2005), президент Фонду Александра Кваснєвського «Amicus Europae» (з 2006).

## Біографія
Закінчив географічний факультет Варшавського університету та Дипломатичну академію МЗС СРСР. У 1963—1972 роках був активістом та співробітником молодіжного руху Асоціації польських студентів та Асоціації соціалістичної молоді. Був секретарем, а потім заступником голови Асоціації соціалістичної молоді. Належав до Польської об'єднаної робітничої партії. З 1969 по 1972 рік — голова Польської союзу легкої атлетики. З 1972 по 1992 рік був співробітником Міністерства закордонних справ, в тому числі першим секретарем посольства в Москві, радником посольства в Індії, заступником директора департаменту Азії МЗС, послом Польщі в Таїланді, Бірмі та Філіппінах (1984—1987), заступником директора департаменту Африки, Азії та Австралії МЗС.
У 1988—1992 роках був членом Президії Олімпійського комітету Польщі. У 1992—1995 роках був президентом правління видання «Kurier Polski». У 1995 році він очолював Наглядову раду S.L.S.A. Lucas, а в 1996—2005 роках обіймав посаду першого віце-міністра канцелярії Президента Республіки Польща, відповідального за міжнародні відносини.
У лютому 1989 року став головою Ради Польського легкоатлетичного фонду. У 1997 році він став головою правління Товариства «Польща-Республіка Корея», а в 1998 році головою правління Асоціації «Спортивні діти та молодь». У квітні 2006 року обійняв посаду голови Фонду Александра Кваснєвського «Amicus Europae», а в червні того ж року став головою Комітету з міжнародного співробітництва Польського олімпійського комітету.
Згідно з матеріалами, зібраними в архіві Інституту національної пам'яті, у 1974—1987 роках Анджей Майковський був таємним співробітником військової розвідки Польської народної республіки під псевдонімом «Lotnik».

## Нагороди
- Командорський Хрест із зіркою ордена Відродження Польщі (2005)[4];
- орден «За заслуги перед Італійською Республікою» (1997)[5];
- Великий хрест ордена Великого князя Литовського Гядиминаса (Литва, 1997)[6];
- орден Подвійного білого хреста 2-го класу (Словаччина, 20 лютого 1998)[7];
- Великий хрест ордена «За заслуги перед Литвою» (2002)[8];
- орден Хреста землі Марії 2-го класу (Естонія, 2002)[9];
- орден князя Ярослава Мудрого V ступеня (Україна, 2004)[10];
- орден «За відмінні заслуги» 1-го класу (Перу, 2002)[11];
- орден Трьох зірок 3-го класу (Латвія, 2005)[12].